# Pandanus rostellatus
Pandanus rostellatus är en enhjärtbladig växtart som beskrevs av Elmer Drew Merrill och Lily May Perry. Pandanus rostellatus ingår i släktet Pandanus och familjen Pandanaceae. Inga underarter finns listade.